# Tanaka Kakuei
Tanaka Kakuei (田中 角栄 (田中 角榮) (Điền Trung Giác Vinh) 4 tháng 5 năm 1918 – 16 tháng 12 năm 1993) là chính trị gia người Nhật được bầu vào Hạ viện trong 26 tháng 4 năm 1947 đến 24 tháng 1 năm 1990, và là Thủ tướng Nhật Bản từ 7 tháng 7 năm 1972 đến 9 tháng 12 năm 1974 (hai nhiệm kỳ của ông được tách ra bởi cuộc tổng tuyển cử 1972).
Sau cuộc tranh giành quyền lực với Fukuda Takeo, ông trở thành thành viên có ảnh hưởng nhất của Đảng Dân chủ Tự do cầm quyền từ giữa những năm 1960 cho đến giữa những năm 1980. Ông là nhân vật trung tâm trong một số vụ bê bối chính trị, đỉnh điểm là Vụ bê bối hối lộ Lockheed năm 1976 dẫn đến việc ông bị bắt và xét xử; ông đã bị hai tòa án cấp dưới kết tội, nhưng vụ án của ông vẫn được mở trước Tòa án Tối cao cho đến khi ông qua đời. Những vụ bê bối, cùng với cơn đột quỵ suy nhược mà ông phải chịu vào năm 1985, đã dẫn đến sự sụp đổ của phe phái chính trị của ông, với việc hầu hết các thành viên phái Tanaka tập hợp lại dưới sự lãnh đạo của Thủ tướng Takeshita Noboru vào năm 1987.
Ông có biệt danh là Kaku-san (角さん Mr. Kaku) và được gọi là "ima taiko" (今太閤, Taiko hiện đại) và "Shōgun bóng tối" (闇将軍 Yami-shōgun). (Danh hiệu "Shōgun Bóng tối" kể từ đó đã được dùng để mô tả Ozawa Ichirō.) Phương hướng kinh tế-chính trị của ông được gọi là nhà nước xây dựng (土建国家 Doken Kokka). Ông được xác định rõ ràng với ngành xây dựng nhưng chưa bao giờ giữ chức bộ trưởng xây dựng. Con gái ông Tanaka Makiko và con rể Tanaka Naoki vẫn là những nhân vật chính trị tích cực ở Nhật Bản.